# No Promises...No Debts
No Promises...No Debts is een muziekalbum van Golden Earring uit juli 1979.
Het album is een van de drie onfortuinlijke platen uit een van beruchtste perioden uit de geschiedenis van Golden Earring. De Amerikaanse tournees liepen uit op een ramp, financieel zat de groep aan de grond en zelfs een groot deel van de populariteit moest worden ingeleverd. Ondanks deze miserabele omstandigheden bevat het met weinig geld tot stand gekomen No Promises...No Debts een lichtpuntje: de aanstekelijke top 3-hit Weekend Love. Deze single, die niet meer is dan een veredelde demo, werd een van de grootste hits van 1979. De rest van de elpee kent veel afwisseling, wat ten koste gaat van de coherentie. Typische albumtracks zoals Heart Beat en Don't Stop the Show zouden voor concerten nog regelmatig uit de mottenballen worden gehaald. Opmerkelijk is de afsluiter By Routes: een van de weinige instrumentale nummers die de groep ooit heeft uitgebracht, zo niet het enige.

## Nummers
1. Heart Beat (3.00)
2. Need Her (3.07)
3. Sellin' Out (3.46)
4. Snot Love in Spain (3.50)
5. Save Your Skin (6.42)
6. D Light (3.34)
7. Tiger Bay (3.12)
8. Weekend Love (4.14)
9. Don't Close the Door (3.29)
10. Don't Stop the Show (2.41)
11. By Routes (2.53)

Discografie